# محمد محروفي
محمد محروفي (مواليد 1947) هو لاعب كرة قدم. يلعب مع منتخب المغرب لكرة القدم. سبق له أن لعب في كأس العالم لكرة القدم مع منتخب بلاده.

## روابط خارجية
- محمد محروفي على موقع الاتحاد الدولي (مؤرشف)  (الإنجليزية)
- محمد محروفي على موقع قاعدة بيانات كرة القدم.إي يو (الإنجليزية)